# کنت ریچموند
کنت ریچموند (انگلیسی: Kenneth Richmond; ۱۰ ژوئیهٔ ۱۹۲۶ – ۳ اوت ۲۰۰۶) کشتی‌گیر اهل بریتانیا بود.